# 蘇皮奧里縣
苏皮奥里县（印尼语：Kabupaten Supiori）是印度尼西亚巴布亚省北部的一个县。行政中心位于索仁帝韦里，2010年人口普查共15,874人，2014年估计19,533人。苏皮奥里县由2003年第35号法令批准设立，正式成立于2003年12月18日，从比亚克农福尔县分出。

## 地理
苏皮奥里县主要位于苏皮奥里岛上，另有5,993平方千米的领海。全县多山，仅在沿河和沿海地区有平坦地段，平坦地区也是生产生活的主要区域。2006年分析，本县有45,384公顷的森林，森林覆盖率65％。

## 行政区划
苏皮奥里县下设5个区（kecamatan或distrik），区下再分38个村（desa和kampung）。
| 区                         | 人口 2010普查 |
| -------------------------- | ------------- |
| 南苏皮奥里 Supiori Selatan | 2,743         |
| 阿鲁丽岛 Kepulauan Aruri   | 4,420         |
| 北苏皮奥里 Supiori Utara   | 1,644         |
| 西苏皮奥里 Supiori Barat   | 2,147         |
| 东苏皮奥里 Supiori Timur   | 4,920         |

## 资料来源
1. ↑  .   [2017-02-24]. （原始内容存档于2021-03-07）.
2. ↑  Biro Pusat Statistik, Jakarta, 2011.